# Intermediarios de innovación
Los intermediarios de innovación como han sido descritos por Henry Chesbrough en su libro "Open Business Models" (Modelos de negocio abiertos) (pág. 139-164) son "empresas que ayudan a otras empresas a implementar los diversos elementos de la innovación abierta". La presencia de estas organizaciones posibilita a otras empresas el explorar mercados de ideas sin comprometerse seriamente con las mismas, ya que los intermediarios pueden actuar como guías durante el proceso. Existen diferentes tipos de intermediarios de innovación abierta; algunos actúan como agentes (representantes de una de las partes que participan en la transacción), mientras otros adoptan el papel de intermediarios o "creadores de mercados".
Los "intermediarios de innovación" han sido descritos más recientemente como un sistema de organizaciones agregadas en varias categorías que se especializan en superar diversos "fallos de sistema" pp. 7-35). Dichas organizaciones dan forma, pilotan y aseguran la integración de los Sistemas de Innovación, reduciendo la complejidad de las transacciones, favoreciendo cambios institucionales y promoviendo dinámicas de aprendizaje entre los diversos componentes de dichos sistemas, sus organizaciones y emprendedores; en los ámbitos políticos, económicos y sociales que guardan relación con la innovación. Así, dichas categorías podrían conformar un nuevo sistema, permitiendo una aproximación holística hacia el concepto de intermediación. La nueva noción de sistema de organizaciones intermediarias podría también facilitar la coordinación y evaluación de estas organizaciones y sus misiones, con relación a las necesidades específicas de los lugares en los que operan.